# Opal
Opal je mineral koji se sastoji od silicijeva dioksida (SiO2·nH2O). Sadržaj vode varira od 3 – 10%, a nekada može biti i do 20%. Opal može biti bezbojan ili sive boje, također i crvene, narančaste, zelene, plave, ružičaste, smeđe, crne. Najrjeđi su opali crveno-crne boje, a najčešći bijeli i zeleni. Varijacije su: bijeli opal (neproziran, sličan porcelanu s obojenim svjetlucavim mrljama), crni opal (crn, s obojenim svjetlucavim mrljama), vodeni opal (bezbojan sa svjetlucavim mrljama), vatreni opal (crveni ili narančasti opal).
Opal ima tvrdoću 5,5 do 6,5 na Mohsovoj skali tvrdoće.
- Crni opal
- Vatreni opal
- Nakit s opalom
- Broš – zlato, opal

## Vanjske poveznice
- Webmineral – Opal (engl.)
- Nalazišta  Arhivirana inačica izvorne stranice od 7. ožujka 2011. (Wayback Machine)